# آنتون-ا-تریگونو
آنتون-ا-تریگونو (به فرانسوی: Antonne-et-Trigonant) یک کمون در فرانسه است که در canton of Savignac-les-Églises واقع شده‌است. آنتون-ا-تریگونو ۲۰٫۲۳ کیلومتر مربع مساحت دارد ۱۰۶ متر بالاتر از سطح دریا واقع شده‌است.